# سیارک ۲۰۵۶۶
سیارک ۲۰۵۶۶ (به انگلیسی: 20566 Laurielee، نامگذاری:1999RV125) بیست هزار و پانصد و شصت و ششمین سیارک کشف شده‌است که در ۹ سپتامبر ۱۹۹۹ کشف شد.
قدر مطلق سیارک برابر ۱۸.۶ است.